# Heinrich Kienitz
Georg Rudolf Heinrich Kienitz (* 30. Januar 1831 in Lojewo; † 20. November 1902) war ein deutscher Jurist und Politiker.

## Leben
Der Sohn eines Bromberger Ritt- und Rentmeisters studierte nach dem Besuch des Gymnasiums in Bromberg ab 1848 Rechtswissenschaften in Königsberg. 1851 wurde er auf den Landesherrn vereidigt. 1858 ernannte man ihn zum Kreisrichter. 1862 kam er als Kreisrichter in Bromberg in Konflikt mit seinem Dienstvorgesetzten Appellationsgerichtspräsidenten v. Schroetter. 1862 versuchte das Preußische Staatsministerium die bevorstehenden Wahlen im Mai durch „Wahl-Erlasse“ Ende März zu beeinflussen. Darin wurden die Beamten an ihre Verpflichtung zur Staatstreue auch bei der Wahl erinnert und indirekt zur Wahl von Regierungskandidaten aufgefordert. Da Kienitz im Kenntnisnahmevermerk diese Wahlbeeinflussung abgelehnt hat, wurde er dienstlich abgemahnt. Er petitionierte vergeblich beim Abgeordnetenhaus. 1867 erfolgte die Beförderung zum Kreisgerichtsrat. Von 1870 bis 1872 war er Mitglied des Abgeordnetenhauses für die Nationalliberalen. 1872 kam er als Tribunalsrat an das ostpreußische Obertribunal in Königsberg. 1875 wechselt er als Geheimer Regierungsrat und Vortragender Rat in das Reichskanzleramt. 1877 wurde er in das Reichsjustizamt versetzt. Dort war er als Oberregierungsrat zuständig für Gebühren- und Kostenwesen, Kassen- und Etatwesen, Strafvollzugs- und Gefängniswesen, Zoll- und Steuersachen, Statistisches Amt, Reichsbank, Vereinsrecht. 1880 war er Bundesratskommissar für die Beratung über das „Gesetz, betreffend die Abwehr und Unterdrückung von Viehseuchen“ im Reichstag. 1880 kam er zum Reichsgericht. Er war im  II. Strafsenat tätig. Er trat 1896 in den Ruhestand.